# Tékane
Tékane è uno dei cinque comuni del dipartimento di R'Kiz, situato nella regione di Trarza in Mauritania. Nel censimento della popolazione del 2000 contava 22.041 abitanti.